# 프랑크푸르터 뷔르스트헨
프랑크푸르터 뷔르스트헨(독일어: Frankfurter Würstchen)은 양의 작은창자로 만든 케이싱에 돼지고기를 채워 만든 브뤼부르스트(데친 소시지)이다.

## 이름
독일어 "프랑크푸르터 뷔르스트헨(Frankfurter Würstchen)"은 "프랑크푸르트식 작은 소시지"라는 뜻이다. 줄임말인 프랑크푸르터(독일어: Frankfurter)로도 불리며, 독일어권 밖에서는 프랑크푸르트 소시지(Frankfurt sausage)나 프랑크 소시지(Frank sausage)로도 알려져 있다.
오스트리아 독일어에서 "프랑크푸르트식 작은 소시지"라는 뜻의 "프랑크푸르터 뷔르스텔"로 불리는 것은 이 소시지의 변형인 비너 뷔르스트헨이다.

## 사진

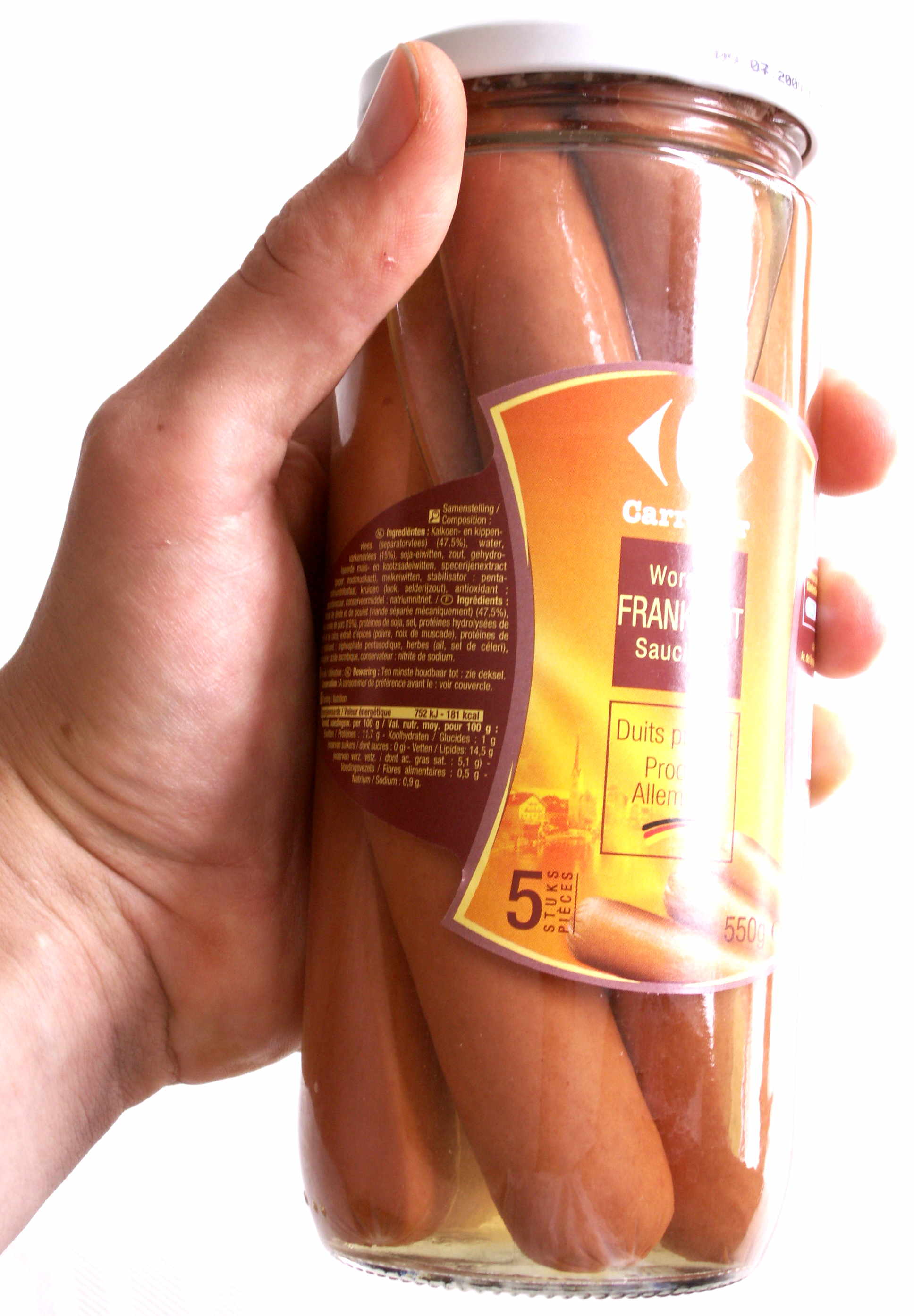
프랑크푸르터 뷔르스트헨

## 같이 보기
- 비너 뷔르스트헨
- 프랑크푸르터 린츠부르스트
- 프랑크푸르터 뷔르스틀